# لورا فلوريس
لورا أورورا فلوريس هيراس (بالإسبانية: Laura Flores)‏ (ولدت في 23 أغسطس 1963) هي ممثلة ومذيعة ومغنية مكسيكية.

## سيرتها
شاركت لورا في العديد من تيلينوفيلا منذ 1980 وحتى الآن وأيضا ظهرت في عدة الأفلام بين عامي 1983-1993 وأيضا قامت بتسجيل العديد من أسطوانات، وإما بالنسبة إلى تيلينوفيلا شاركت في أكثر من 30 منها والبعض منها تم عرضها على الشاشات العربية من ماريانيلا وباسم الحب وأيضا نساء قاتلات وملاذ الحب وملكة القلوب.

## روابط خارجية
- لورا فلوريس على موقع IMDb (الإنجليزية)
- لورا فلوريس على موقع ميوزك برينز (الإنجليزية)
- لورا فلوريس على موقع ديسكوغز (الإنجليزية)
- لورا فلوريس على موقع قاعدة بيانات الفيلم (الإنجليزية)